# Psephotus
Psephotus là một chi chim trong họ Psittacidae.